# 62-XX
Classificazione delle ricerche matematiche: sezioni di livello 1

00-XX 01 03 05 06 08 | 11 12 13 14 15 16 17 18 19 20 22 | 26 28 30 31 32 33 34 35 37 39 40 41 42 43 44 45 46 47 49 | 
 51 52 53 54 55 57 58 | 60 62 65 68 | 70 74 76 78 | 80 81 82 83 85 86 | 90 91 92 93 94 97-XX
62-XX è la sigla della sezione primaria dello schema di classificazione
MSC dedicata alla statistica matematica.
La pagina attuale presenta la struttura ad albero delle sue sottosezioni secondarie e terziarie.

## 62-XX
statistica
- 62-00 opere di riferimento generale (manuali, dizionari, bibliografie ecc.)
- 62-01 esposizione didattica (libri di testo, articoli tutoriali ecc.)
- 62-02 presentazione di ricerche (monografie, articoli di rassegna)
- 62-03 opere storiche {!va assegnato almeno un altro numero di classificazione della sezione 01-XX}
- 62-04 calcolo automatico esplicito e programmi (non teoria della computazione o della programmazione)
- 62-06 atti, conferenze, collezioni ecc.
- 62-07 analisi di dati
- 62-09 metodi grafici

## 62Axx
argomenti fondazionali e filosofici
- 62A01 fondamenti e argomenti filosofici
- 62A86 analisi sfumata in statistica
- 62A99 argomenti diversi dai precedenti, ma in questa sezione

## 62Bxx
sufficienza ed informazione
- 62B05 statistica sufficiente e campi
- 62B10 argomenti di teoria dell'informazione [vedi anche 94A17]
- 62B15 teoria degli esperimenti statistici
- 62B86 sfumatezza, sufficienza e informazione
- 62B99 argomenti diversi dai precedenti, ma in questa sezione

## 62Cxx
teoria delle decisioni
[vedi anche 91B05, 90B50] {per la teoria dei giochi, vedi 91A35}
- 62C05 considerazioni generali
- 62C07 risultati di classe completa
- 62C10 problemi Bayesiani; caratterizzazione di procedure di Bayes
- 62C12 procedure empiriche di decisione; procedure empiriche di Bayes
- 62C15 ammissibilità
- 62C20 procedure di minimax
- 62C25 problemi di decisione composti
- 62C86 teoria della decisione e sfumatezza
- 62C99 argomenti diversi dai precedenti, ma in questa sezione

## 62Dxx
teoria del campionamento, rassegne di campionamento
- 62D05 teoria del campionamento, rassegne di campionamento
- 62D99 argomenti diversi dai precedenti, ma in questa sezione

## 62Exx
teoria delle distribuzioni
[vedi anche 60Exx]
- 62E10 caratterizzazione e teoria strutturale
- 62E15 teoria esatta della distribuzione
- 62E17 approssimazioni delle distribuzioni (non asintotiche)
- 62E20 teoria delle distribuzione asintotiche
- 62E99 argomenti diversi dai precedenti, ma in questa sezione

## 62Fxx
inferenza parametrica
- 62F03 verifica sperimentale, testing delle ipotesi
- 62F05 proprietà asintotiche dei test
- 62F07 ranking, gerarchizzazione e selezione
- 62F10 stima puntuale
- 62F12 proprietà asintotiche degli estimatori
- 62F15 inferenza Bayesiana
- 62F25 regioni di tolleranza e di confidenza
- 62F30 inferenza sotto vincoli
- 62F35 robustezza e procedure adattive
- 62F40 bootstrap?, jacknife? e altri metodi di ricampionamento
- 62G86 inferenza parametrica e sfumatezza
- 62F99 argomenti diversi dai precedenti, ma in questa sezione

## 62Gxx
inferenza nonparametrica
- 62G05 stima
- 62G07 stima di densità
- 62G08 regressione nonparametrica
- 62G09 metodi di ricampionamento
- 62G10 verifica sperimentale?testing delle ipotesi
- 62G15 regioni di tolleranza e di confidenza
- 62G20 proprietà asintotiche
- 62G30 statistica di insiemi ordinati; funzioni di distribuzione empiriche
- 62G32 statistica dei valori estremi; inferenza di coda?
- 62G35 robustezza
- 62G86 inferenza nonparametrica e sfumatezza
- 62G99 argomenti diversi dai precedenti, ma in questa sezione

## 62Hxx
analisi multivariata
[vedi anche 60Exx]
- 62H05 caratterizzazione e teoria strutturale
- 62H10 distribuzione di statistiche
- 62H11 dati direzionali; statistica spaziale
- 62H12 stima
- 62H15 testing?verifica sperimentale delle ipotesi
- 62H17 tabelle di contingenza
- 62H20 misure di associazione (correlazione, correlazione canonica ecc.)
- 62H25 analisi fattoriale e componenti principali; analisi della corrispondenza
- 62H30 classificazione e discriminazione; analisi a grappoli?cluster [vedi anche 68T10]
- 62H35 analisi delle immagini
- 62H86 analisi multivariata e sfumatezza
- 62H99 argomenti diversi dai precedenti, ma in questa sezione

## 62Jxx
inferenza lineare, regressione
- 62J02 regressione non lineare generale
- 62J05 regressione lineare
- 62J07 regressione di ridge?crinale; estimatori di compressione?
- 62J10 analisi della varianza e della covarianza
- 62J12 modelli lineari generalizzati
- 62J15 confronti a coppie e multipli
- 62J20 diagnostica
- 62J86 sfumatezza, inferenza lineare e regressione lineare
- 62J99 argomenti diversi dai precedenti, ma in questa sezione

## 62Kxx
progettazione di esperimenti
[vedi anche 05Bxx]
- 62K05 progettazione ottimali
- 62K10 progettazione a blocchi
- 62K15 progettazione fattoriali
- 62K20 progettazione per superfici di responso
- 62K25 progettazione di parametro robusto
- 62K86 sfumatezza e disegno di esperimenti
- 62K99 argomenti diversi dai precedenti, ma in questa sezione

## 62Lxx
metodi sequenziali
- 62L05 disegni sequenziali
- 62L10 analisi sequenziale
- 62L12 stima sequenziale
- 62L15 arresto ottimale [vedi anche 60G40, 91A60]
- 62L20 approssimazione stocastica
- 62L86 sfumatezza e metodi sequenziali
- 62L99 argomenti diversi dai precedenti, ma in questa sezione

## 62Mxx
inferenza da processi stocastici
- 62M02 processi di Markov: verifica sperimentale delle ipotesi
- 62M05 processi di Markov: stima
- 62M07 processi non-Markoviani: verifica sperimentale delle ipotesi
- 62M09 processi non-Markoviani: stima
- 62M10 serie temporali, auto-correlazione, regressione ecc. [vedi anche 91B20]
- 62M15 analisi spettrale
- 62M20 predizione [vedi anche 60G25]; filtraggio [vedi anche 60G35, 93E10, 93E11]
- 62M30 processi spaziali
- 62M40 campi casuali; analisi delle immagini
- 62M45 reti neurali ad epprocci collegati
- 62M86 inferenza dai processi stocastici e sfumatezza
- 62M99 argomenti diversi dai precedenti, ma in questa sezione

## 62Nxx
analisi della sopravvivenza e dati censurati
- 62N01 modelli di dati censurati
- 62N02 stima
- 62N03 testing?verifica sperimentale
- 62N05 affidabilità e verifica sperimentale della vita?durata [vedi anche 90B25]
- 62N86 sfumatezza e analisi della sopravvivenza e dati censurati
- 62N99 argomenti diversi dai precedenti, ma in questa sezione

## 62Pxx
applicazioni
[vedi anche 90-XX, 91-XX, 92-XX]
- 62P05 applicazioni alle scienze attuariali ed alla matematica finanziaria
- 62P10 applicazioni alla biologia
- 62P12 applicazioni a temi ambientali e collegati
- 62P15 applicazioni alla psicologia
- 62P20 applicazioni all'economia [vedi anche 91Bxx]
- 62P25 applicazioni alle scienze sociali
- 62P30 applicazioni all'ingegneria ed all'industria
- 62P35 applicazioni alla fisica
- 62P99 argomenti diversi dai precedenti, ma in questa sezione

## 62Qxx
tavole statistiche
- 62Q05 tavole statistiche
- 62Q99 argomenti diversi dai precedenti, ma in questa sezione

Classificazione delle ricerche matematiche: sezioni di livello 1

00-XX 01 03 05 06 08 | 11 12 13 14 15 16 17 18 19 20 22 | 26 28 30 31 32 33 34 35 37 39 40 41 42 43 44 45 46 47 49 | 
 51 52 53 54 55 57 58 | 60 62 65 68 | 70 74 76 78 | 80 81 82 83 85 86 | 90 91 92 93 94 97-XX